# Mniophila
Mniophila är ett släkte av skalbaggar som beskrevs av Stephens 1831. Mniophila ingår i familjen bladbaggar.
Släktet innehåller bara arten Mniophila muscorum.

## Bildgalleri

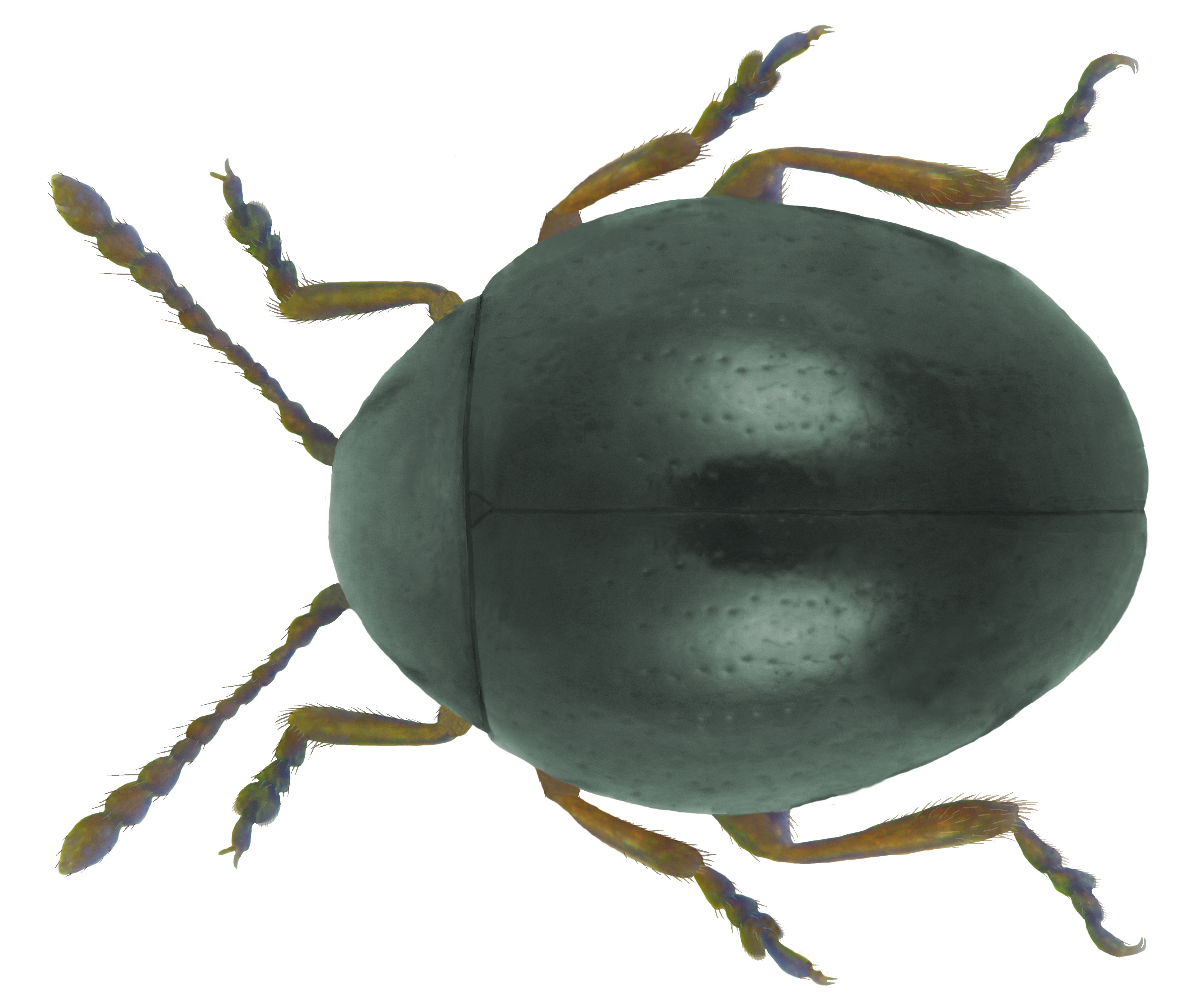